# 拉辛冰原島峰
拉辛冰原島峰（英語：Racine Nunatak）是南極洲的冰原島峰，位於瑪麗伯德地，處於里迪冰川下游以西6公里和貝里峰東南面13公里，海拔高度960米，美國地質調查局根據測量和該國海軍的空中照片繪入地圖，現時由南極條約體系管理。
85°28′S 136°18′W / 85.467°S 136.300°W